# ジェームズ・ミッチェナー

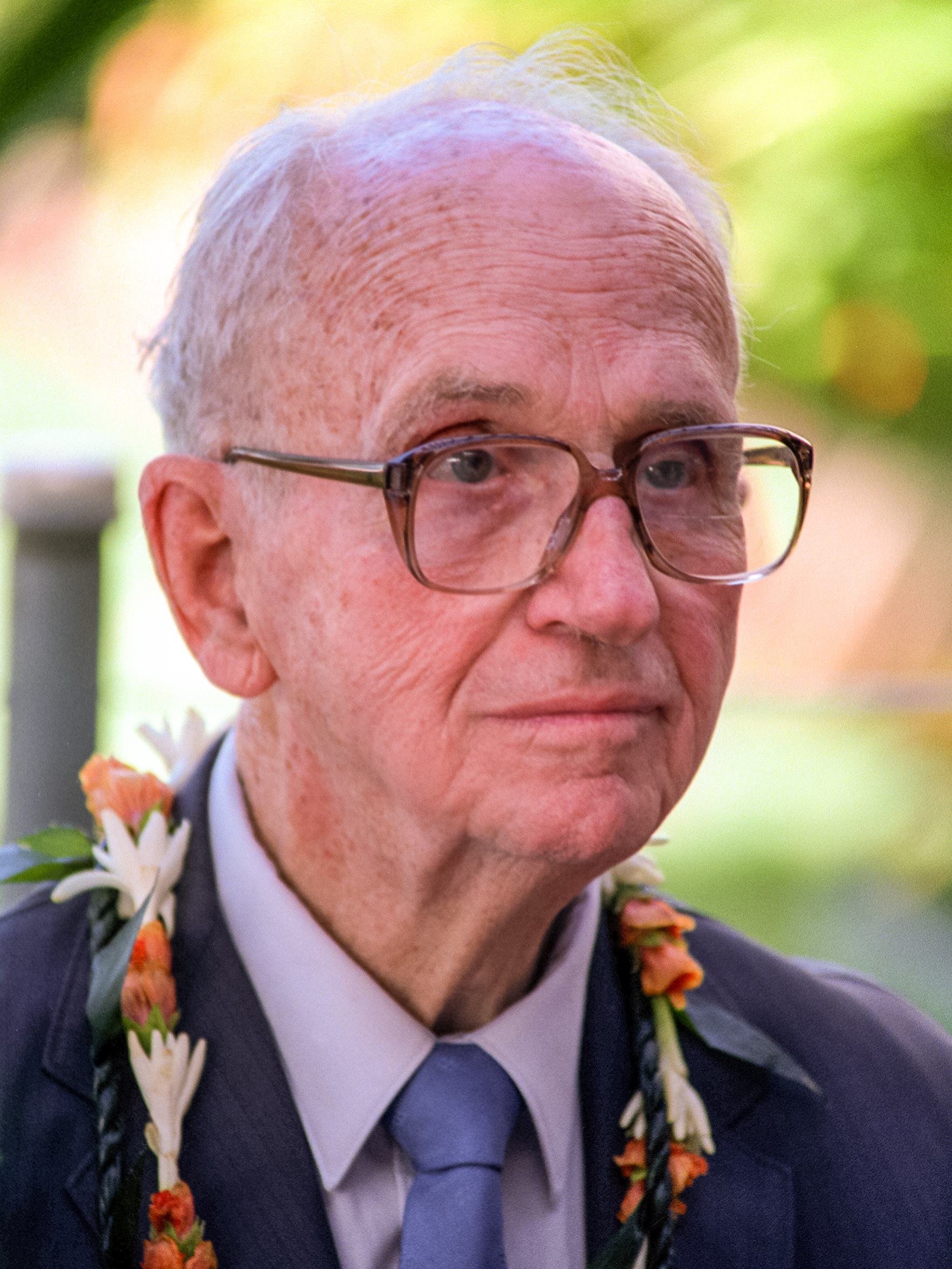
ジェームズ・ミッチェナー（1991年）

ジェームズ・アルバート・ミッチェナー（英語: James Albert Michener、1907年2月3日 - 1997年10月16日）はアメリカ合衆国の小説家で、彼の40以上の著作はおもに家族の歴史物語（Family saga）で、出版当時のベストセラー作家であった。

## 生涯

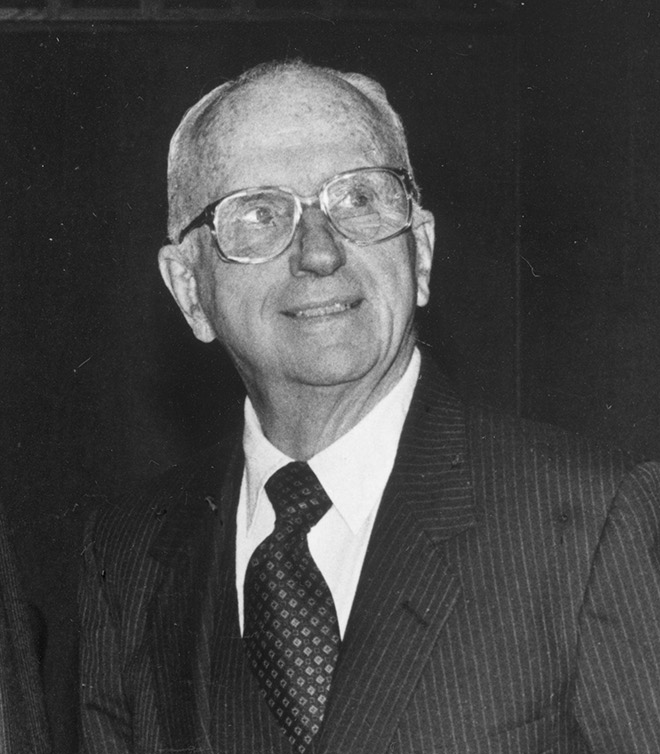
ジェームズ・ミッチェナー (1985年）

ミッチェナーは自分の出生や幼少時のことに関して多くを語っていないが、ペンシルヴァニア州生まれといわれている。スワースモア大学を優秀な成績で卒業して、北コロラド大学（University of North Colorado）で修士号を得ている。1939年から1年間ハーバード大学で教えた後に、マクミラン社（Macmillan Publishers）で編集者も務めた。
第二次世界大戦中、ミッチェナーはアメリカ海軍にいて南太平洋戦線にいて、この時から著作を開始している。この経験から、最初の著作『南太平洋物語』（Tales of the South Pacific, 1947年）を書いている。
彼は3回結婚していて、3回目は日系のマリー・ヨリコ・サブサワ（en:Mari Yoriko Sabusawa）と結婚している。1997年にテキサス州オースティンで亡くなった。

## 著作
ミッチェナーは第二次世界大戦中に南太平洋で従軍した経験に基づいた最初の著作『南太平洋物語』（1947年）を出版し、これは翌年にピューリッツァー賞 フィクション部門を得ていて、後にオスカー・ハマースタイン脚本・リチャード・ロジャース作曲のミュージカル『南太平洋』のもとになった。おもな著作は原著の出版年順に、次の通り 。

### フィクション
- 『南太平洋物語』（1947年、清水俊二訳、六興出版社、1952年）
- 『トコリの橋』（1953年）
  - 新庄哲夫訳、光文社、1957年
  - 奥田清人訳 朋文社 1957
- 『サヨナラ』（1954年）
  - 細貝政市訳 中央公論社、1955年
  - 『サヨナラ　愛と戦争の物語』谷美千訳 紀元社出版 1977
- 『ハワイ』（1959年）
- 『小説 人間の歴史』（1965年、中野好夫,小野寺健,沢崎順之助訳 河出書房 1967年）
- 『センテニアル』（1974年、常盤新平監訳 河出書房新社 1976年） - 後にテレビドラマ『遥かなる西部』
- 『チェサピーク物語』（1978年、渋谷比佐子訳 至誠堂 1996-98年）
- 『スペース』1982年　水上峰雄訳 集英社 1983 「宇宙への旅立ち」と改題、文庫
- 『ポーランド』（1983年、工藤幸雄訳　文藝春秋、1989年）
- Texas（1985年）

### ノンフィクション
- 『アジアの声』（1951年、木下秀雄訳、スウェン出版社、1952年） - 日本からタイ、インドまでの文化を観察しながらの旅行記
- 『アンダウの橋』（1957年　高田秀二訳 日本外政学会 1957年） - ハンガリー動乱に関して
- 『アメリカの苦悩と底力』大峡広雄訳 中央大学出版部 1974
- Iberia（1968年、『わが青春のスペイン』安引宏訳 福武文庫 1992 - スペイン旅行記
- 『スポーツの危機 どこが間違っているか』（1976年、宮川毅訳 サイマル出版会　1978年）

## 映画など
主要な著作がミュージカル、映画、テレビになっている。
- 南太平洋（ミュージカル、1949年）
- サヨナラ（映画、1957年）
- ハワイ（映画、1966年）
- 遥かなる西部（テレビドラマ）

## 参考
1. ↑   ジェームズ・ミッチェナー (Kotobank)
2. ↑   James Michenerの本